# Fionnula Flanagan
Fionnula Flanagan, född 10 december 1941 i Dublin, Irland, är en irländsk skådespelare och politisk aktivist (Sinn Féin). 
Fionnula Flanagan är för svensk TV-publik mest känd i rollen som Molly Culhane i Familjen Macahan.

## Filmografi (urval)
- 1976 – De fattiga och de rika (TV-serie)
- 1978–1979 – Familjen Macahan (TV-serie)
- 1986 – Youngblood
- 2001 – The Others
- 2002 – Ya-Ya flickornas gudomliga hemligheter
- 2005 – Four Brothers
- 2006–2007 – Brotherhood (TV-serie)
- 2007 – Slipstream
- 2007–2010 – Lost (TV-serie)
- 2008 – Yes Man
- 2009 – The Invention of Lying
- 2009 – En julsaga (Röst som Mrs. Dilber)